# Henrik Znidarčić
Henrik Znidaršič (Znidarčić) (? - 1942.), pripadnik pokreta otpora u Drugome svjetskom ratu. Nestao nakon saslušanja u Jasenovcu.
U Splitu se je u doba socijalističke Jugoslavije po Henriku Znidaršiču zvala jedna ulica.